# Scirtes kaytae
Scirtes kaytae là một loài bọ cánh cứng trong họ Scirtidae. Loài này được Watts miêu tả khoa học năm 2004.